# Lido Albanesi
Lido Albanesi (Foligno, 27 agosto 1921 – Clermont-Ferrand, 13 maggio 1998) è stato un calciatore francese, nato in Italia, di ruolo difensore.

## Carriera
Vanta 109 incontri e 1 gol in Ligue 1.